# 숙
숙(肅)은 시호에 쓰이는 글자다. 《일주서》 〈시법해〉에는 강덕극취(剛德克就), 집심결단(執心決斷)을 일컫는다 한다.

## 숙제
- 명 숙제(가정제)
- 대한 제국 숙제(조선 순조)

## 숙왕
- 초 숙왕
- 전한 여숙왕 여태

## 숙공
- 성 숙공

## 숙후
- 조 숙후

- 위수숙후 가후
- 신무숙후 근흡
- 예릉숙후 고옹
- 십방숙후 옹치
- 안향숙후 정욱

## 가공 인물
- 숙: 그 여자, 그 남자의 등장인물
- 숙: 클럽 버터플라이의 등장인물
- 숙: 앵무새 몸으로 울었다의 등장인물
- 숙: 꽃그늘 속에 부는 바람의 등장인물